# 瓦古拉湖
瓦古拉湖是愛沙尼亞的湖泊，由沃魯縣負責管轄，長4.6公里、寬1.7公里，面積5.19平方公里，海拔高度69.2米，平均水深5.3米，最大水深11.5米，是多種魚類的棲息地。
57°50′46″N 26°54′46″E / 57.84611°N 26.91278°E